# Клех Ігор Юрійович
І́гор Ю́рійович Клех (13 грудня 1952, Херсон) — російський письменник, український літературознавець. Член Союзу російських письменників та російського ПЕН-центру.

## Біографія
Ігор Клех народився 13 грудня 1952 року у Херсоні в родині інженера-будівельника. Закінчив школу в Івано-Франківську. 1975 року закінчив навчання з російської філології у Львівському університеті. Протягом 17 років працював реставратором вітражів у Львові. Перша публікація "Вимоги критики" у перекладі на українську мову Валентина Стецюка вийшла у грудні 1988 року в альманасі Євшан-зілля, ч. 4, друга (російською) - у 1989 році (журнал «Родник», 1989, № 8). З 1994 року живе та працює в Москві.

## Літературознавча творчість
Ігор Клех добре знав і любив сучасну українську поезію. Спробував опублікувати свою оглядову статтю "Вимоги критики" у київських літературних часописах Вітчизна і Дніпро, але отримав відмову, не знайшовши розуміння. Статтю було опубліковано в альманасі Євшан-зілля. В ній автор розглядає творчість представників двох тодішніх течій в українській поезії "сповідальників" і "метафористів", полемізуючи з письменником і літературним критиком Ю. Мельником.

## Нагороди
- 1993, Пушкінська премія фонда А. Тепфера (Гамбург)
- 1995, Преміу Берлінської академії мистецтв
- 2000, Премія імені Юрія Казакова за найкраще російське оповідання року (оповідання «Псы Полесья», збірка «Охота на фазана»).
- 2010 книга І. Клеха «Хроники 1999 года» потрапила у довгий список премії «Русский Букер»

## Вибрані твори
- Клех И. Ю. Инцидент с классиком. — М.: Новое литературное обозрение, 1998. — Библиотека журнала «Соло». — 256 с. ISBN 5-86793-042-4 (рос.)
- Клех И. Ю. Книга с множеством окон и дверей. — М.: Аграф, 2002. — 464 с. ISBN 5-7784-0181-7 (рос.)
- Клех И. Ю. Охота на фазана. — М.: МК-Периодика, 2002. — 344 с. ISBN 5-94669-018-3 (рос.)
- Клех И. Ю. Светопреставление. Серия: Мастер-класс. Авторский сборник. — М.: ОЛМА-ПРЕСС Звездный мир, 2004. — 544 с. ISBN 5-94850-423-9 (рос.)
- Клех И. Ю. Хроники 1999 года. — М.: «Новое литературное обозрение», 2010. — 168 с. — 1000 экз. — ISBN 978-5-86793-743-0 (рос.)

Твори автора перекладені українською, англійською, німецькою, польською, угорською, фінською, литовською та французькою мовами.